# Großer Preis von Mexiko 1990
Der Große Preis von Mexiko 1990 (offiziell XIV Gran Premio de Mexico) fand am 24. Juni auf dem Autódromo Hermanos Rodríguez in Mexiko-Stadt statt und war das sechste Rennen der Formel-1-Weltmeisterschaft 1990.

## Berichte

### Hintergrund
In der Teilnehmerliste gab es keine Veränderungen im Vergleich zum Großen Preis von Kanada zwei Wochen zuvor.
Mit Ayrton Senna, Alain Prost, Nigel Mansell und Gerhard Berger (jeweils einmal) traten vier ehemalige Sieger zu diesem Grand Prix an.

### Training
Berger qualifizierte sich vor Riccardo Patrese, Senna, Mansell, Thierry Boutsen und Jean Alesi für die Pole-Position. Prost erreichte lediglich den 13. Startplatz.

### Rennen
Nachdem Patrese vor der ersten Kurve zunächst die Spitze übernommen hatte, beendete Senna die erste Runde als Führender. Sein Teamkollege Berger stellte ab dem zweiten Umlauf eine McLaren-Doppelführung her. Nachdem er jedoch in Runde 13 aufgrund eines Reifenproblems einen Boxenstopp einlegen musste, kam er als Zwölftplatzierter auf die Strecke zurück. Nelson Piquet lag dadurch vor den beiden Williams sowie den beiden Ferrari auf dem zweiten Rang.
Bis zur 42. Runde gelangten die beiden Ferrari-Piloten an beiden Williams-Fahrern sowie an Piquet vorbei auf die Plätze zwei und drei. Begünstigt durch einen schleichenden Plattfuß an Sennas Wagen holten die beiden auf den Führenden auf. In Runde 55 kam es zu einem Platztausch zwischen den beiden, sodass Prost die Führung übernahm, als Senna bedingt durch das Platzen des beschädigten Reifens zurückfiel und das Rennen schließlich an der Box aufgeben musste.
Während der Schlussrunden duellierten sich Mansell und Berger um den dritten Rang, wobei Mansell letztendlich vorn lag. Alessandro Nannini belegte den vierten Platz vor Boutsen und Piquet.

## Meldeliste
| Team                        | Nr. | Fahrer             | Chassis            | Motor                     | Reifen |
| --------------------------- | --- | ------------------ | ------------------ | ------------------------- | ------ |
| Scuderia Ferrari SpA        | 01  | Alain Prost        | Ferrari 641        | Ferrari 036 3.5 V12       | G      |
| Scuderia Ferrari SpA        | 02  | Nigel Mansell      | Ferrari 641        | Ferrari 036 3.5 V12       | G      |
| Tyrrell Racing Organisation | 03  | Satoru Nakajima    | Tyrrell 019        | Ford Cosworth DFR 3.5 V8  | P      |
| Tyrrell Racing Organisation | 04  | Jean Alesi         | Tyrrell 019        | Ford Cosworth DFR 3.5 V8  | P      |
| Canon Williams Team         | 05  | Thierry Boutsen    | Williams FW13B     | Renault RS2 3.5 V10       | G      |
| Canon Williams Team         | 06  | Riccardo Patrese   | Williams FW13B     | Renault RS2 3.5 V10       | G      |
| Motor Racing Developments   | 07  | David Brabham      | Brabham BT59       | Judd EV 3.5 V8            | P      |
| Motor Racing Developments   | 08  | Stefano Modena     | Brabham BT59       | Judd EV 3.5 V8            | P      |
| Footwork Arrows Racing      | 09  | Michele Alboreto   | Arrows A11B        | Ford Cosworth DFR 3.5 V8  | G      |
| Footwork Arrows Racing      | 10  | Alex Caffi         | Arrows A11B        | Ford Cosworth DFR 3.5 V8  | G      |
| Camel Team Lotus            | 11  | Derek Warwick      | Lotus 102          | Lamborghini 3512 3.5 V12  | G      |
| Camel Team Lotus            | 12  | Martin Donnelly    | Lotus 102          | Lamborghini 3512 3.5 V12  | G      |
| Fondmetal Osella            | 14  | Olivier Grouillard | Osella FA1ME       | Ford Cosworth DFR 3.5 V8  | P      |
| Leyton House Racing         | 15  | Maurício Gugelmin  | Leyton House CG901 | Judd EV 3.5 V8            | G      |
| Leyton House Racing         | 16  | Ivan Capelli       | Leyton House CG901 | Judd EV 3.5 V8            | G      |
| AGS Racing                  | 17  | Gabriele Tarquini  | AGS JH25           | Ford Cosworth DFR 3.5 V8  | G      |
| AGS Racing                  | 18  | Yannick Dalmas     | AGS JH25           | Ford Cosworth DFR 3.5 V8  | G      |
| Benetton Formula Ltd        | 19  | Alessandro Nannini | Benetton B190      | Ford Cosworth HBA4 3.5 V8 | G      |
| Benetton Formula Ltd        | 20  | Nelson Piquet      | Benetton B190      | Ford Cosworth HBA4 3.5 V8 | G      |
| BMS Scuderia Italia         | 21  | Emanuele Pirro     | Dallara 190        | Ford Cosworth DFR 3.5 V8  | P      |
| BMS Scuderia Italia         | 22  | Andrea de Cesaris  | Dallara 190        | Ford Cosworth DFR 3.5 V8  | P      |
| SCM Minardi Team            | 23  | Pierluigi Martini  | Minardi M190       | Ford Cosworth DFR 3.5 V8  | P      |
| SCM Minardi Team            | 24  | Paolo Barilla      | Minardi M190       | Ford Cosworth DFR 3.5 V8  | P      |
| Ligier Gitanes              | 25  | Nicola Larini      | Ligier JS33B       | Ford Cosworth DFR 3.5 V8  | G      |
| Ligier Gitanes              | 26  | Philippe Alliot    | Ligier JS33B       | Ford Cosworth DFR 3.5 V8  | G      |
| Honda Marlboro McLaren      | 27  | Ayrton Senna       | McLaren MP4/5B     | Honda RA100E 3.5 V10      | G      |
| Honda Marlboro McLaren      | 28  | Gerhard Berger     | McLaren MP4/5B     | Honda RA100E 3.5 V10      | G      |
| Espo Larrousse F1           | 29  | Éric Bernard       | Lola LC90          | Lamborghini 3512 3.5 V12  | G      |
| Espo Larrousse F1           | 30  | Aguri Suzuki       | Lola LC90          | Lamborghini 3512 3.5 V12  | G      |
| Subaru Coloni Racing        | 31  | Bertrand Gachot    | Coloni C3B         | Subaru 1235 3.5 V12       | P      |
| EuroBrun Racing             | 33  | Roberto Moreno     | EuroBrun ER189B    | Judd CV 3.5 V8            | P      |
| EuroBrun Racing             | 34  | Claudio Langes     | EuroBrun ER189B    | Judd CV 3.5 V8            | P      |
| Moneytron Onyx Formula One  | 35  | Gregor Foitek      | Onyx ORE-1B        | Ford Cosworth DFR 3.5 V8  | G      |
| Moneytron Onyx Formula One  | 36  | JJ Lehto           | Onyx ORE-1B        | Ford Cosworth DFR 3.5 V8  | G      |
| Life Racing Engines         | 39  | Bruno Giacomelli   | Life L190          | Life F35 3.5 W12          | G      |

## Klassifikationen

### Qualifying
| Pos. | Fahrer             | Konstrukteur      | Vorqualifikation | Vorqualifikation  | 1. Qualifikationstraining | 1. Qualifikationstraining | 2. Qualifikationstraining | 2. Qualifikationstraining | Start |
| Pos. | Fahrer             | Konstrukteur      | Zeit             | Ø-Geschwindigkeit | Zeit                      | Ø-Geschwindigkeit         | Zeit                      | Ø-Geschwindigkeit         | Start |
| ---- | ------------------ | ----------------- | ---------------- | ----------------- | ------------------------- | ------------------------- | ------------------------- | ------------------------- | ----- |
| 01   | Gerhard Berger     | McLaren-Honda     | –                | –                 | 1:17,227                  | 206,089 km/h              | 1:17,850                  | 204,439 km/h              | 01    |
| 02   | Riccardo Patrese   | Williams-Renault  | –                | –                 | 1:18,215                  | 203,485 km/h              | 1:17,498                  | 205,368 km/h              | 02    |
| 03   | Ayrton Senna       | McLaren-Honda     | –                | –                 | 1:18,417                  | 202,961 km/h              | 1:17,670                  | 204,913 km/h              | 03    |
| 04   | Nigel Mansell      | Ferrari           | –                | –                 | 1:17,938                  | 204,208 km/h              | 1:17,732                  | 204,750 km/h              | 04    |
| 05   | Thierry Boutsen    | Williams-Renault  | –                | –                 | 1:19,062                  | 201,305 km/h              | 1:17,883                  | 204,353 km/h              | 05    |
| 06   | Jean Alesi         | Tyrrell-Ford      | –                | –                 | 1:18,723                  | 202,172 km/h              | 1:18,282                  | 203,311 km/h              | 06    |
| 07   | Pierluigi Martini  | Minardi-Ford      | –                | –                 | 1:18,526                  | 202,679 km/h              | 1:18,590                  | 202,514 km/h              | 07    |
| 08   | Nelson Piquet      | Benetton-Ford     | –                | –                 | 1:19,022                  | 201,407 km/h              | 1:18,561                  | 202,589 km/h              | 08    |
| 09   | Satoru Nakajima    | Tyrrell-Ford      | –                | –                 | 1:19,551                  | 200,068 km/h              | 1:18,575                  | 202,553 km/h              | 09    |
| 10   | Stefano Modena     | Brabham-Judd      | –                | –                 | 1:18,592                  | 202,509 km/h              | 1:19,817                  | 199,401 km/h              | 10    |
| 11   | Derek Warwick      | Lotus-Lamborghini | –                | –                 | 1:19,557                  | 200,053 km/h              | 1:18,951                  | 201,588 km/h              | 11    |
| 12   | Martin Donnelly    | Lotus-Lamborghini | –                | –                 | 1:19,769                  | 199,521 km/h              | 1:18,994                  | 201,479 km/h              | 12    |
| 13   | Alain Prost        | Ferrari           | –                | –                 | 1:19,378                  | 200,504 km/h              | 1:19,026                  | 201,397 km/h              | 13    |
| 14   | Alessandro Nannini | Benetton-Ford     | –                | –                 | 1:19,909                  | 199,172 km/h              | 1:19,227                  | 200,886 km/h              | 14    |
| 15   | Andrea de Cesaris  | Dallara-Ford      | –                | –                 | 1:21,635                  | 194,960 km/h              | 1:19,865                  | 199,281 km/h              | 15    |
| 16   | Paolo Barilla      | Minardi-Ford      | –                | –                 | 1:19,897                  | 199,201 km/h              | 1:21,242                  | 195,904 km/h              | 16    |
| 17   | Michele Alboreto   | Arrows-Ford       | –                | –                 | 1:21,212                  | 195,976 km/h              | 1:19,941                  | 199,092 km/h              | 17    |
| 18   | Emanuele Pirro     | Dallara-Ford      | –                | –                 | 1:21,067                  | 196,326 km/h              | 1:20,044                  | 198,836 km/h              | 18    |
| 19   | Aguri Suzuki       | Lola-Lamborghini  | 1:27,511         | 181,870 km/h      | 1:21,077                  | 196,302 km/h              | 1:20,268                  | 198,281 km/h              | 19    |
| 20   | Olivier Grouillard | Osella-Ford       | 1:25,281         | 186,625 km/h      | 1:20,274                  | 198,266 km/h              | 1:21,167                  | 196,085 km/h              | 20    |
| 21   | David Brabham      | Brabham-Judd      | –                | –                 | 1:20,447                  | 197,840 km/h              | 1:20,636                  | 197,376 km/h              | 21    |
| 22   | Philippe Alliot    | Ligier-Ford       | –                | –                 | 1:21,451                  | 195,401 km/h              | 1:20,657                  | 197,324 km/h              | 22    |
| 23   | Gregor Foitek      | Onyx-Ford         | –                | –                 | 1:21,012                  | 196,460 km/h              | 1:21,400                  | 195,523 km/h              | 23    |
| 24   | Nicola Larini      | Ligier-Ford       | –                | –                 | 1:21,584                  | 195,082 km/h              | 1:21,116                  | 196,208 km/h              | 24    |
| 25   | Éric Bernard       | Lola-Lamborghini  | 1:25,456         | 186,243 km/h      | 1:21,273                  | 195,829 km/h              | 1:21,677                  | 194,860 km/h              | 25    |
| 26   | JJ Lehto           | Onyx-Ford         | –                | –                 | 1:21,519                  | 195,238 km/h              | 1:21,687                  | 194,836 km/h              | 26    |
| DNQ  | Ivan Capelli       | Leyton House-Judd | –                | –                 | 1:23,639                  | 190,289 km/h              | 1:21,544                  | 195,178 km/h              | –     |
| DNQ  | Maurício Gugelmin  | Leyton House-Judd | –                | –                 | 1:22,612                  | 192,655 km/h              | 1:21,665                  | 194,889 km/h              | –     |
| DNQ  | Alex Caffi         | Arrows-Ford       | –                | –                 | 1:22,278                  | 193,437 km/h              | 1:22,154                  | 193,729 km/h              | –     |
| DNPQ | Roberto Moreno     | EuroBrun-Judd     | 1:26,724         | 183,520 km/h      | –                         | –                         | –                         | –                         | –     |
| DNPQ | Yannick Dalmas     | AGS-Ford          | 1:27,830         | 181,209 km/h      | –                         | –                         | –                         | –                         | –     |
| DNPQ | Gabriele Tarquini  | AGS-Ford          | 1:28,499         | 179,839 km/h      | –                         | –                         | –                         | –                         | –     |
| DNPQ | Bertrand Gachot    | Coloni-Subaru     | 1:28,805         | 179,220 km/h      | –                         | –                         | –                         | –                         | –     |
| DNPQ | Claudio Langes     | EuroBrun-Judd     | 1:40,414         | 158,500 km/h      | –                         | –                         | –                         | –                         | –     |
| DNPQ | Bruno Giacomelli   | Life              | 4:07,475         | 64,312 km/h       | –                         | –                         | –                         | –                         | –     |

### Rennen
| Pos. | Fahrer             | Konstrukteur      | Runden | Stopps | Zeit        | Start | Schnellste Runde |
| ---- | ------------------ | ----------------- | ------ | ------ | ----------- | ----- | ---------------- |
| 01   | Alain Prost        | Ferrari           | 69     | 0      | 1:32:35,783 | 13    | 1:17,958         |
| 02   | Nigel Mansell      | Ferrari           | 69     | 0      | + 25,351    | 04    | 1:18,487         |
| 03   | Gerhard Berger     | McLaren-Honda     | 69     | 1      | + 25,530    | 01    | 1:18,223         |
| 04   | Alessandro Nannini | Benetton-Ford     | 69     | 0      | + 41,099    | 14    | 1:19,378         |
| 05   | Thierry Boutsen    | Williams-Renault  | 69     | 0      | + 46,669    | 05    | 1:19,525         |
| 06   | Nelson Piquet      | Benetton-Ford     | 69     | 1      | + 46,943    | 08    | 1:18,365         |
| 07   | Jean Alesi         | Tyrrell-Ford      | 69     | 0      | + 49,077    | 06    | 1:19,474         |
| 08   | Martin Donnelly    | Lotus-Lamborghini | 69     | 0      | + 1:06,142  | 12    | 1:19,508         |
| 09   | Riccardo Patrese   | Williams-Renault  | 69     | 1      | + 1:09,918  | 02    | 1:18,653         |
| 10   | Derek Warwick      | Lotus-Lamborghini | 68     | 0      | + 1 Runde   | 11    | 1:19,932         |
| 11   | Stefano Modena     | Brabham-Judd      | 68     | 0      | + 1 Runde   | 10    | 1:20,355         |
| 12   | Pierluigi Martini  | Minardi-Ford      | 68     | 0      | + 1 Runde   | 07    | 1:20,230         |
| 13   | Andrea de Cesaris  | Dallara-Ford      | 68     | 0      | + 1 Runde   | 15    | 1:20,601         |
| 14   | Paolo Barilla      | Minardi-Ford      | 67     | 0      | + 2 Runden  | 16    | 1:20,789         |
| 15   | Gregor Foitek      | Onyx-Ford         | 67     | 0      | + 2 Runden  | 23    | 1:21,408         |
| 16   | Nicola Larini      | Ligier-Ford       | 67     | 1      | + 2 Runden  | 24    | 1:21,235         |
| 17   | Michele Alboreto   | Arrows-Ford       | 66     | 0      | + 3 Runden  | 17    | 1:22,082         |
| 18   | Philippe Alliot    | Ligier-Ford       | 66     | 1      | + 3 Runden  | 22    | 1:21,467         |
| 19   | Olivier Grouillard | Osella-Ford       | 65     | 1      | + 4 Runden  | 20    | 1:22,779         |
| 20   | Ayrton Senna       | McLaren-Honda     | 63     | 0      | DNF         | 03    | 1:19,062         |
| –    | JJ Lehto           | Onyx-Ford         | 26     | 0      | DNF         | 26    | 1:23,816         |
| –    | Éric Bernard       | Lola-Lamborghini  | 12     | 0      | DNF         | 25    | 1:22,636         |
| –    | Aguri Suzuki       | Lola-Lamborghini  | 11     | 0      | DNF         | 19    | 1:22,936         |
| –    | Satoru Nakajima    | Tyrrell-Ford      | 11     | 0      | DNF         | 09    | 1:21,736         |
| –    | David Brabham      | Brabham-Judd      | 11     | 2      | DNF         | 21    | 1:26,487         |
| –    | Emanuele Pirro     | Dallara-Ford      | 10     | 0      | DNF         | 18    | 1:23,476         |

## WM-Stände nach dem Rennen
Die ersten sechs des Rennens bekamen 9, 6, 4, 3, 2 bzw. 1 Punkt(e). In der Fahrerwertung wurden die besten elf Resultate, in der Konstrukteurswertung alle Resultate gewertet.

### Fahrerwertung
| Pos. | Fahrer             | Konstrukteur             | Punkte |
| ---- | ------------------ | ------------------------ | ------ |
| 01   | Ayrton Senna       | McLaren-Honda            | 31     |
| 02   | Alain Prost        | Ferrari                  | 23     |
| 03   | Gerhard Berger     | McLaren-Honda            | 23     |
| 04   | Nelson Piquet      | Benetton-Ford            | 13     |
| 05   | Nigel Mansell      | Ferrari                  | 13     |
| 06   | Jean Alesi         | Tyrrell-Ford             | 13     |
| 07   | Thierry Boutsen    | Williams-Renault         | 11     |
| 08   | Riccardo Patrese   | Williams-Renault         | 9      |
| 09   | Alessandro Nannini | Benetton-Ford            | 7      |
| 10   | Alex Caffi         | Arrows-Ford              | 2      |
| 11   | Stefano Modena     | Brabham-Judd             | 2      |
| 12   | Derek Warwick      | Lotus-Lamborghini        | 1      |
| 13   | Satoru Nakajima    | Tyrrell-Ford             | 1      |
| 14   | Éric Bernard       | Lola-Lamborghini         | 1      |
| 15   | Pierluigi Martini  | Minardi-Ford             | 0      |
| 16   | Gregor Foitek      | Onyx-Ford / Brabham-Judd | 0      |
| 17   | Martin Donnelly    | Lotus-Lamborghini        | 0      |

| Pos. | Fahrer             | Konstrukteur      | Punkte |
| ---- | ------------------ | ----------------- | ------ |
| 18   | Philippe Alliot    | Ligier-Ford       | 0      |
| 19   | Nicola Larini      | Ligier-Ford       | 0      |
| 20   | Michele Alboreto   | Arrows-Ford       | 0      |
| 21   | Ivan Capelli       | Leyton House-Judd | 0      |
| 22   | Paolo Barilla      | Minardi-Ford      | 0      |
| 23   | JJ Lehto           | Onyx-Ford         | 0      |
| 24   | Aguri Suzuki       | Lola-Lamborghini  | 0      |
| 25   | Bernd Schneider    | Arrows-Ford       | 0      |
| 26   | Andrea de Cesaris  | Dallara-Ford      | 0      |
| 27   | Roberto Moreno     | EuroBrun-Judd     | 0      |
| 28   | Olivier Grouillard | Osella-Ford       | 0      |
| 29   | Maurício Gugelmin  | Leyton House-Judd | 0      |
| 30   | Gianni Morbidelli  | Dallara-Ford      | 0      |
| –    | Emanuele Pirro     | Dallara-Ford      | 0      |
| –    | David Brabham      | Brabham-Judd      | 0      |
| –    | Yannick Dalmas     | AGS-Ford          | 0      |

### Konstrukteurswertung
| Pos. | Konstrukteur      | Punkte |
| ---- | ----------------- | ------ |
| 01   | McLaren-Honda     | 54     |
| 02   | Ferrari           | 36     |
| 03   | Williams-Renault  | 20     |
| 04   | Benetton-Ford     | 20     |
| 05   | Tyrrell-Ford      | 14     |
| 06   | Arrows-Ford       | 2      |
| 07   | Brabham-Judd      | 2      |
| 08   | Lola-Lamborghini  | 1      |
| 09   | Lotus-Lamborghini | 1      |

| Pos. | Konstrukteur      | Punkte |
| ---- | ----------------- | ------ |
| 10   | Minardi-Ford      | 0      |
| 11   | Onyx-Ford         | 0      |
| 12   | Ligier-Ford       | 0      |
| 13   | Leyton House-Judd | 0      |
| 14   | EuroBrun-Judd     | 0      |
| 15   | Osella-Ford       | 0      |
| 16   | Dallara-Ford      | 0      |
| –    | AGS-Ford          | 0      |